# Paranerita lophosticta
Paranerita lophosticta är en fjärilsart som beskrevs av William Schaus 1911. Paranerita lophosticta ingår i släktet Paranerita och familjen björnspinnare. Inga underarter finns listade i Catalogue of Life.